# Джустениче
Джустѐниче (на италиански: Giustenice; на лигурски: Giustexine, Чустежине) е община в Северна Италия, провинция Савона, регион Лигурия. Разположена е на 140 m надморска височина. Населението на общината е 943 души (към 2011 г.).
Административен център на общината е село Сан Лоренцо (San Lorenzo).